# Beat Rüedi
Beat Rüedi (né le 19 février 1920 à Thusis en Suisse, mort le 29 octobre 2009 à Castino en Italie) est un joueur professionnel suisse de hockey sur glace.

## Carrière
Beat Rüedi commence le hockey au niveau professionnel en 1936 au HC Davos et est champion de Suisse lors de sa première saison. Présent dans cette équipe jusqu'en 1950, le défenseur, est alors champion douze fois. En 1950, il vient au HC Ambrì-Piotta qu'il fait monter en élite en 1953. En 1955, il devient joueur et entraîneur du HC Lugano et en fait une équipe compétitive qui monte en Première ligue. Il est joueur-entraîneur jusqu'en 1958.
Beat Rüedi a 57 sélections avec l'équipe de Suisse et marque 24 buts. Il participe aux Jeux olympiques de 1948 où la Suisse à domicile prend la médaille de bronze ; en cinq matchs, il marque deux buts. Il remporte aussi la médaille de bronze aux championnats du monde en 1937 et 1939. Il remporte le championnat d'Europe en 1939 après une médaille d'argent en 1937. Il est aussi entraîneur de l'équipe nationale de Suisse de 1960 à 1962.